# دمقس
تقع قرية دمقس (المسقس ) في الجنوب الغربي لمدينة صافيتا التابعة لمحافظة طرطوس ، تشتهر بزراعة الزيتون والحمضيات وبعض أنواع الخضار ، كما اشتهرت منذ القدم بزراعة أشجار التوت وتربية دودة الحرير ( القز ) ومن هنا جاءت تسمية القرية بـ «دمقس» حيث أن الدِّمَقس هو الحرير المفتل ، يبلغ عدد سكان القرية حوالي 2500 نسمة .
في القرية عين ماء مشهورة بعين المسقس ..
و يمر بالقرية خط النفط الشهير كراتشوك ، وبين قريتي دمقس وضهر بشير تم إقامة مشروع سد الباسل على نهر الأبرش حيث يبلغ طول جسم السد 760 م وارتفاعه 50 م ويروي السد سهل عكار بالكامل ، وتم إنشاء شبكة من الطرق الجيدة في القرية والتي تصلها بالقرى والطرق الرئيسية القريبة ، للقرية إطلالة جميلة على بحيرة السد وأحراش السنديان والغار والبطم والبلوط ، ولذلك تم بناء مجموعة من المطاعم السياحية فيها ومنها التلال ، أحلى طلة ، البحيرة ، جنة الفردوس ، الحديقة الملكية ، نجمة الصباح ، عين الضيعة .
تعليمياً : تتميز القرية بالمستوى التعليمي الجيد لأبنائها حيث أنه لا يوجد أي شاب ( بين 20 _ 35 سنة ) لا يحمل شهادة الدراسة الثانوية على الأقل .. مدرستها من أقدم المدارس في المنطقة والآن يوجد فيها مدرستين للتعليم الأساسي حلقة أولى وثانية ..
وفي القرية الكثير من المفكرين والأساتذة والشعراء والأطباء والمهندسين الناجحين في مجالاتهم ..
منذ القدم قارع سكان القرية الاحتلال العثماني فالفرنسي ونسمع من كبار السن فيها الكثير من القصص عن تلك المرحلة ..
وفي حرب لبنان 1982 ارتقى من أبناء القرية البطل حيدر خدام أثناء أدائه واجبه القومي ضد العدو الإسرائيلي ..
واليوم في هذا العدوان الغاشم والحرب الكونية على وطننا ارتقى من أبنائها ستة شهداء هم :
البطل النقيب ناصر محمد أحمد من مرتبات الحرس الجمهوري .
البطل حسن جابر حسين في ريف دمشق .
البطل مهنا محمد الخطيب في سلمى في اللاذقية .
البطل جعفر عيسى حيدر من أساطير الفرقة 17 في محافظة الرقة .
البطل حازم شعبان أحمد من أساطير مطار منغ العسكري .
البطل حسن محمد زاهده في ريف دمشق .
وفي القرية مفقودان المقدم البطل عيسى إبراهيم حسن والملازم الأول المقدام حسين محمد زاهده .